# Steve Martin
Stephen Glenn Martin (Waco, Texas, 14 de agosto de 1945), más conocido como Steve Martin, es un actor, comediante, escritor, productor, músico y cantante estadounidense. Martin se dio a conocer públicamente en la década de 1960 como escritor de The Smothers Brothers Comedy Hour, y más tarde como invitado frecuente en The Tonight Show. En la década de 1970, Martin realizó sus rutinas de comedia de humor absurdas, antes de que se abarrotaran en giras nacionales.  Desde la década de 1980, habiéndose separado de la comedia, Martin se ha convertido en un actor exitoso, así como en un autor, dramaturgo, pianista e intérprete de banjo, que eventualmente ganó premios Emmy, Grammy y American Comedy, entre otros.
En 2004, Comedy Central clasificó a Martin en el sexto lugar en una lista de los 100 mejores cómicos de standup. Fue galardonado con un Premio Honorífico de la Academia en la quinta Entrega Anual de los Gobernadores en 2013.
Tocaba el banjo desde muy temprana edad, e incluyó la música en sus rutinas de comedia desde el comienzo de su carrera profesional. Desde 2000 se ha dedicado cada vez más a su carrera musical, actuando menos y pasando gran parte de su vida profesional tocando el banjo, grabando y de gira con varios artistas de bluegrass, incluyendo a Earl Scruggs, con quien ganó un Grammy por Mejor interpretación instrumental en el país en 2002.  Lanzó su primer álbum en solitario, The Crow: New Songs for the 5-String Banjo, en 2009, por el que ganó el Premio Grammy al Mejor Álbum de Bluegrass.

## Biografía

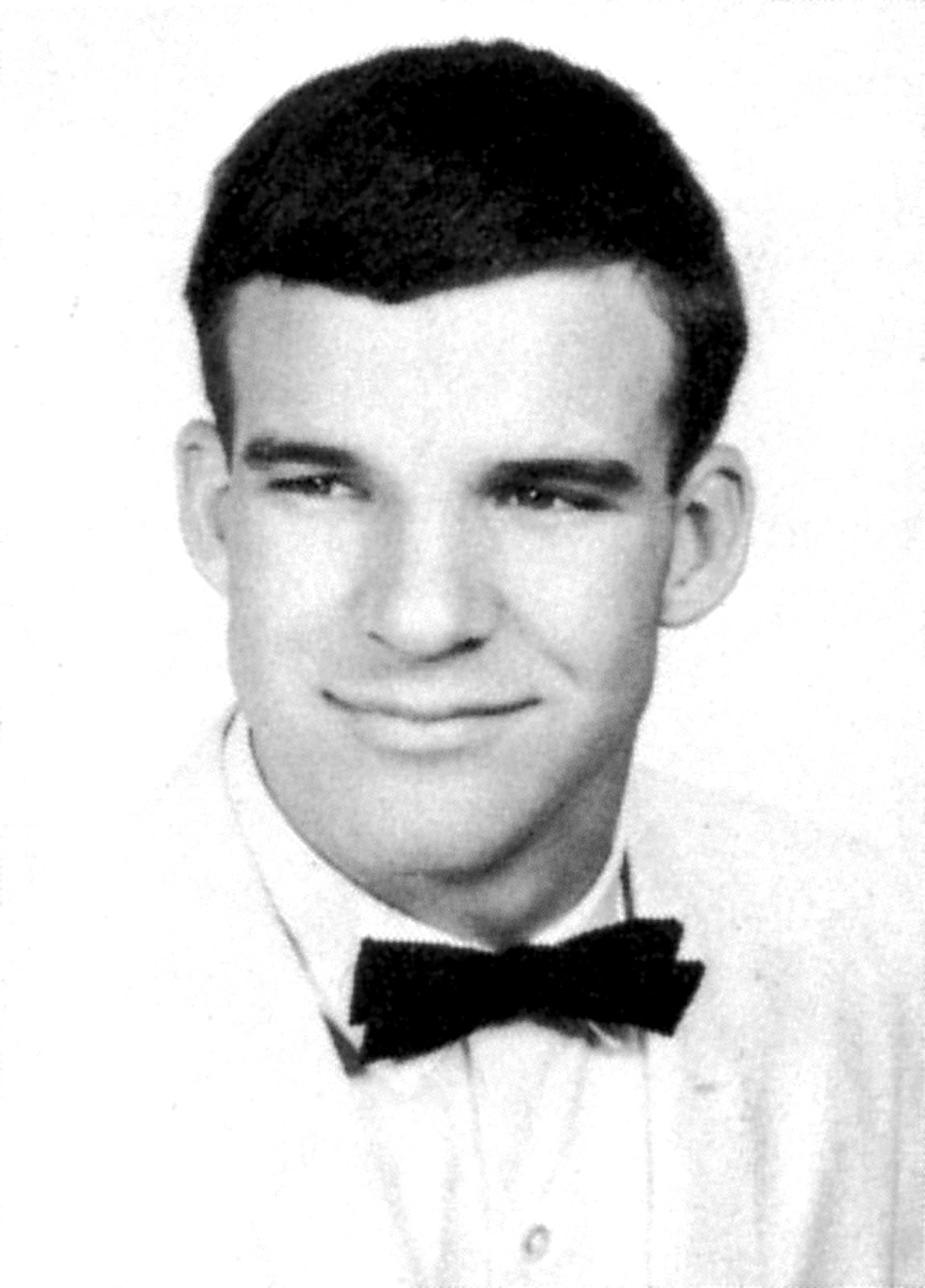
Steve Martin en su último año de secundaria, 1963

Martin nació el 14 de agosto de 1945 en Waco (Texas), hijo de Mary Lee Stewart (1913-2002) y Glenn Vernon Martin (1914-1997), un vendedor de bienes raíces y aspirante a actor.
Martin se crio en Inglewood, California, con su hermano Fred y su hermana Melinda Martin, y luego en Garden Grove, California, en una familia bautista.  Martin fue un animador de la preparatoria Garden Grove. Uno de sus primeros recuerdos es ver a su padre, como extra, sirviendo bebidas en el escenario en el Call Board Theatre en Melrose Place. Durante la Segunda Guerra Mundial, en el Reino Unido, el padre de Martin apareció en una producción de Our Town con Raymond Massey. Expresando su afecto a través de regalos, como automóviles y bicicletas, el padre de Martin era severo y no estaba abierto emocionalmente a su hijo. Estaba orgulloso, pero crítico, y más tarde Martin recordó que en su adolescencia sus sentimientos por su padre eran principalmente de odio.
El primer trabajo de Martin fue en Disneyland, vendiendo guías los fines de semana y a tiempo completo durante las vacaciones de verano de la escuela. Eso duró tres años (1955-1958). Durante su tiempo libre, frecuentó la tienda de Main Street Magic, donde hizo trucos a clientes potenciales. Mientras trabajaba en Disneyland, fue capturado en el fondo de la película casera que se convirtió en el cortometraje Disneyland Dream, convirtiéndose, por cierto, en su primera aparición cinematográfica. Para 1960, había dominado varios de los trucos e ilusiones y había aceptado un trabajo remunerado en la tienda Magic en Fantasyland en agosto. Allí perfeccionó su talento para la magia, el malabarismo y la creación de animales con globos a la manera del mentor Wally Boag, frecuentemente actuando por las propinas. En su biografía autorizada, el amigo cercano Morris Walker sugiere que Martin podría "describirse con más precisión como un agnóstico que [...] rara vez iba a la iglesia y nunca estuvo involucrado en una religión organizada por su propia voluntad".
Sobre los veinte años, Martin salió con Melissa Trumbo, hija del aclamado novelista y guionista Dalton Trumbo. 

### Comedia
Después de graduarse de la preparatoria, Martin asistió a Santa Ana College, tomando clases de teatro y poesía en inglés. En su tiempo libre, se asoció con su amiga y compañera de clase de Garden Grove Kathy Westmoreland para participar en comedias y otras producciones en el Teatro Bird Cage.  Se unió a una compañía de comedia en Knott's Berry Farm. Más tarde, conoció a la actriz incipiente Stormie Sherk, y desarrollaron rutinas de comedia y se involucraron románticamente. La influencia de Sherk hizo que Martin se presentara en la Universidad Estatal de California, Long Beach, para inscribirse con una especialización en filosofía. Sherk se inscribió en UCLA, aproximadamente a una hora en auto hacia el norte, y la distancia finalmente los llevó a llevar vidas separadas.
Inspirado por sus clases de filosofía, Martin consideró convertirse en profesor en lugar de actor-comediante. Su tiempo en la universidad cambió su vida. 

Cambió lo que creo y lo que pienso de todo.  Me especialicé en filosofía.  Algo acerca de los no secuitistas me atraía. En filosofía, empecé a estudiar lógica y hablaban de causa y efecto, y empiezas a darte cuenta: '¡Oye, no hay causa y efecto! ¡No hay lógica! ¡No hay nada!' Entonces es muy fácil escribir esto porque todo lo que tienes que hacer es retorcer todo con fuerza: torcer la línea de golpe, retorcer el no-secuitur tan lejos de las cosas que lo configuran.

Martin recuerda haber leído un tratado sobre comedia que lo llevó a pensar: 

¿Y si no hubiera chistes? ¿Y si no hubiera indicios? ¿Y si creara tensión y nunca la resolviera? ¿Y si me dirigiera hacia un clímax, pero todo lo que expresara fuera un anticlímax? ¿Qué haría la audiencia con toda esa tensión? Teóricamente, tendría que resolverse en algún momento. Pero si seguía negándoles la formalidad de un chiste, la audiencia eventualmente elegiría su propio lugar para reír, esencialmente por desesperación.

Martin periódicamente falsificó sus estudios de filosofía en su actuación de los años 70, comparando la filosofía con el estudio de la geología. 

Si estás estudiando geología, que son todos los hechos, tan pronto como sales de la escuela, lo olvidas todo, pero la filosofía recuerdas lo suficiente como para arruinarte por el resto de tu vida.

En 1967, Martin se trasladó a UCLA y cambió su especialidad al teatro.  Mientras asistía a la universidad, apareció en un episodio de The Dating Game. Martin comenzó a trabajar en clubes locales por la noche, con avisos variados, y a los veintiún años abandonó la universidad.

## Carrera

### Carrera temprana:stand-up
En 1967, su exnovia Nina Goldblatt, bailarina de The Smothers Brothers Comedy Hour, ayudó a Martin a conseguir un trabajo de escritura en el programa al enviar su trabajo al escritor jefe Mason Williams. Williams inicialmente pagó a Martin de su propio bolsillo. Junto con los otros escritores del programa, Martin ganó un premio Emmy en 1969, con 23 años. También escribió para John Denver (un vecino suyo en Aspen, Colorado, en un momento dado). The Glen Campbell Goodtime Hour y The Sonny and Cher Comedy Hour. La primera aparición de Martin en la televisión fue en The Smothers Brothers Comedy Hour, en 1968. Él dice: 

Aparecí en The Virginia Graham Show, alrededor de 1970. Me veía grotesco. Tuve un peinado como un casco, que se secó con un soplo a un hinchado hinchado, por razones que ya no entiendo. Llevaba una levita y una camisa de seda, y mi entrega fue educada, lenta y consciente. No tenía absolutamente ninguna autoridad. Después de revisar el programa, estuve deprimido por una semana.

Durante estos años, sus compañeros de cuarto incluían al comediante Gary Mule Deer y al cantante y guitarrista Michael Johnson. Martin abrió para grupos como The Nitty Gritty Dirt Band (quien le devolvió el favor al aparecer en su especial de televisión Todos los comerciales, de 1980), The Carpenters y Toto. Apareció en The Boarding House de San Francisco, entre otros lugares. Continuó escribiendo, ganando una nominación al Emmy por su trabajo en Van Dyke and Company en 1976. 

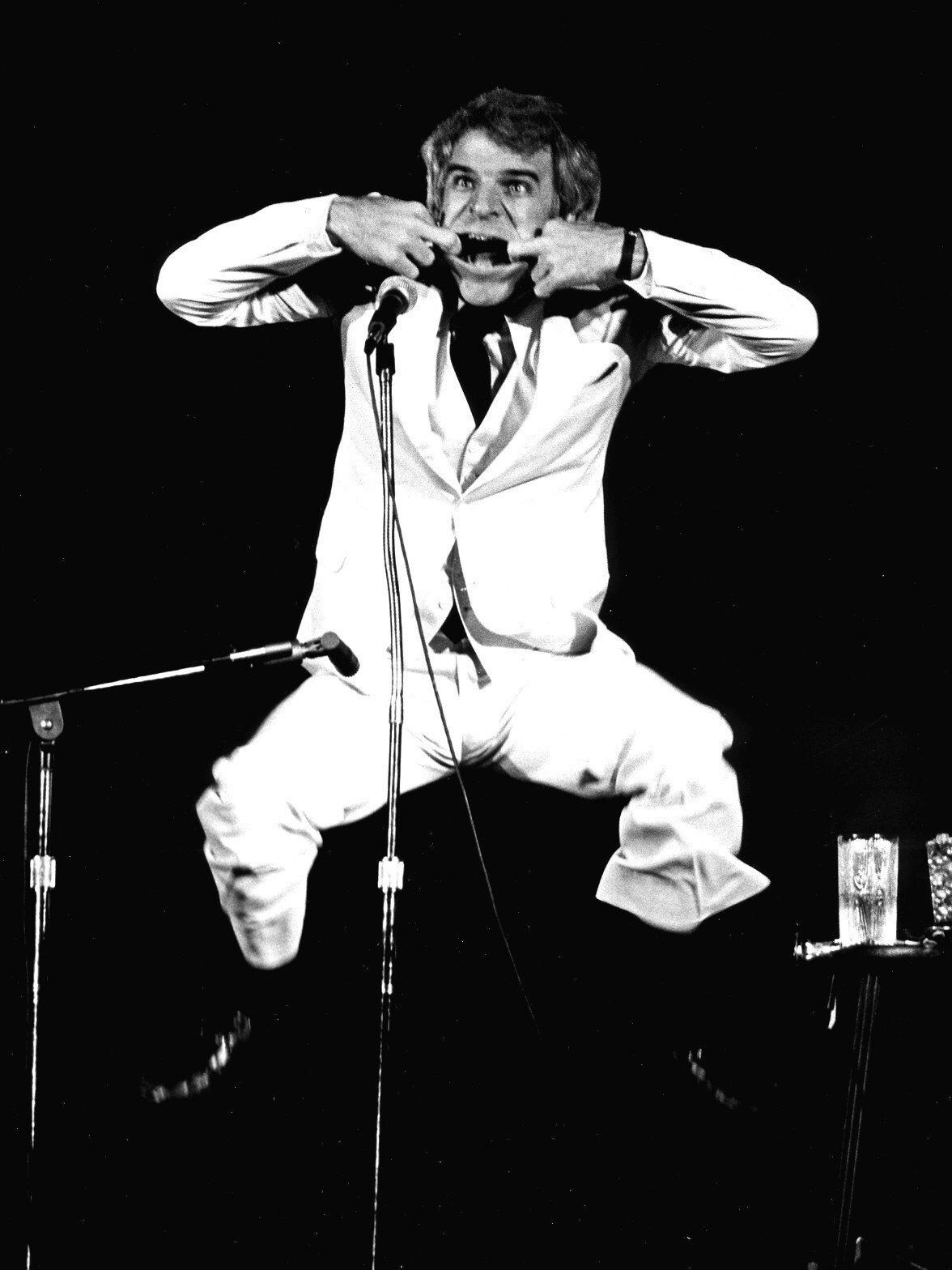
Steve Martin, 1976

A mediados de la década de 1970, Martin hizo apariciones frecuentes como comediante en The Tonight Show protagonizada por Johnny Carson, y en The Gong Show, On Location, The Muppet Show, de HBO, y en el programa de la NBC Saturday Night Live (SNL). La audiencia de SNL aumentó en un millón de espectadores cuando hizo apariciones especiales, y fue uno de los ejércitos más exitosos de la serie. Martin apareció en 27 shows de Saturday Night Live y fue invitado en 15 ocasiones, superado solo en número de presentaciones por el anfitrión Alec Baldwin (quien fue anfitrión en 17 ocasiones A 2017 de February). En el programa, Martin popularizó el gesto de las citas aéreas, que utiliza cuatro dedos para hacer comillas dobles en el aire. Mientras que en el programa Martin se acercó a varios de los miembros del reparto, incluyendo a Gilda Radner. Radner murió de cáncer de ovario el 20 de mayo de 1989; un Martin visiblemente conmovido recibió a SNL esa noche y presentó imágenes de él y Radner juntos en un boceto de 1978. 
En la década de 1970, sus apariciones en televisión condujeron al lanzamiento de álbumes de comedia que se convirtieron en platino. La canción "Excuse Me" en su primer álbum, Let's Get Small (1977), ayudó a establecer un eslogan nacional. Su siguiente álbum, A Wild and Crazy Guy (1978), fue un éxito aún mayor, alcanzando el puesto número 2 en la lista de ventas de EE. UU., vendiendo más de un millón de copias. "Solo un tipo salvaje y loco" se convirtió en otra de las frases populares de Martin. El álbum incluyó un personaje basado en una serie de bocetos de Saturday Night Live donde Martin y Dan Aykroyd interpretaron a los Festrunk Brothers; Yortuk y Georgi, respectivamente, estaban jugando con los posibles playboys checoslovacos. El álbum termina con la canción "King Tut", cantada y escrita por Martin y respaldada por "Toot Uncommons", miembros de Nitty Gritty Dirt Band. Más tarde fue lanzado como un sencillo, alcanzando el número 17 en las listas de EE. UU. en 1978 y vendiendo más de un millón de copias. La canción salió durante la locura del rey Tut que acompañó a la popular exhibición itinerante de los artefactos de las tumbas del rey egipcio. Ambos álbumes ganaron los premios Grammy por Mejor Grabación de Comedia en 1977 y 1978, respectivamente. Martin interpretó a "King Tut" en la edición del 22 de abril de 1978 de SNL. 
Décadas más tarde, en 2012, The AV Club describió el estilo único de Martin y su impacto en el público: 

[Martin era] tanto un artista consumado como una pervertida, sabiendo la parodia de un artista consumado. Fue a la vez un fanático del populismo con una sensación extraña y sin precedentes para los gustos de una audiencia masiva y un intelectual astuto cuya tontería ridículamente deconstruyó la comedia de pie.

En sus álbumes de comedia, el stand de Martin es autorreferencial y, a veces, burlón. Mezcla riffs filosóficos con brotes repentinos de "pies felices", juegos de banjo con representaciones de globos como conceptos de enfermedades venéreas y el malabarismo de gatitos "polémico" (él es un maestro malabarista; los "gatitos" eran animales de peluche). Su estilo es sobrio e irónico y, a veces, se burla de las tradiciones de comedia, como Martin que abre su acto (de A Wild and Crazy Guy) diciendo: 

Creo que no hay nada mejor para una persona que aparezca y haga lo mismo una y otra vez durante dos semanas. Esto es lo que disfruto, así que voy a hacer lo mismo una y otra vez [...] Voy a hacer la misma broma una y otra vez en el mismo show, será como una cosa nueva.

O: "Hola, soy Steve Martin, y estaré aquí en un minuto". En una rutina de comedia, usada en Comedy Is Not Pretty! En el álbum Martin afirmó que su nombre real era "Gern Blanston". El riff tomó vida propia. Hay un sitio web de Gern Blanston, y durante un tiempo una banda de rock tomó el apodo como su nombre.
Con este tipo de éxito excepcional, el show de Martin pronto requirió estadios de tamaño completo para las audiencias que estaba dibujando. Preocupado por su visibilidad en lugares a tal escala, Martin comenzó a usar un traje blanco distintivo de tres piezas que se convirtió en una marca registrada de su acto.
Martin dejó de hacer comedia en 1981 para concentrarse en las películas y no regresó en 35 años. Sobre esta decisión, afirma: 

Mi acto fue conceptual. Una vez que se estableció el concepto, y todos lo entendieron, se hizo [...] Se trataba de llegar al final del camino. No había manera de vivir en esa persona. Tuve que tomar esa fabulosa suerte de no ser recordado como eso, exclusivamente. Sabes, no anuncié que me estaba deteniendo. Me detuve.

En 2016, Martin hizo un raro regreso a la comedia, abriendo para Jerry Seinfeld. Realizó una rutina de 10 minutos antes de pasar el escenario a Seinfeld. Más tarde, en 2016, regresó a la comedia de pie, organizando una gira nacional con Martin Short y Steep Canyon Rangers, que produjo una comedia especial de Netflix en 2018, "Steve Martin y Martin Short: An Evening You Forget For the Rest of Your Life".

### Carrera de actuación

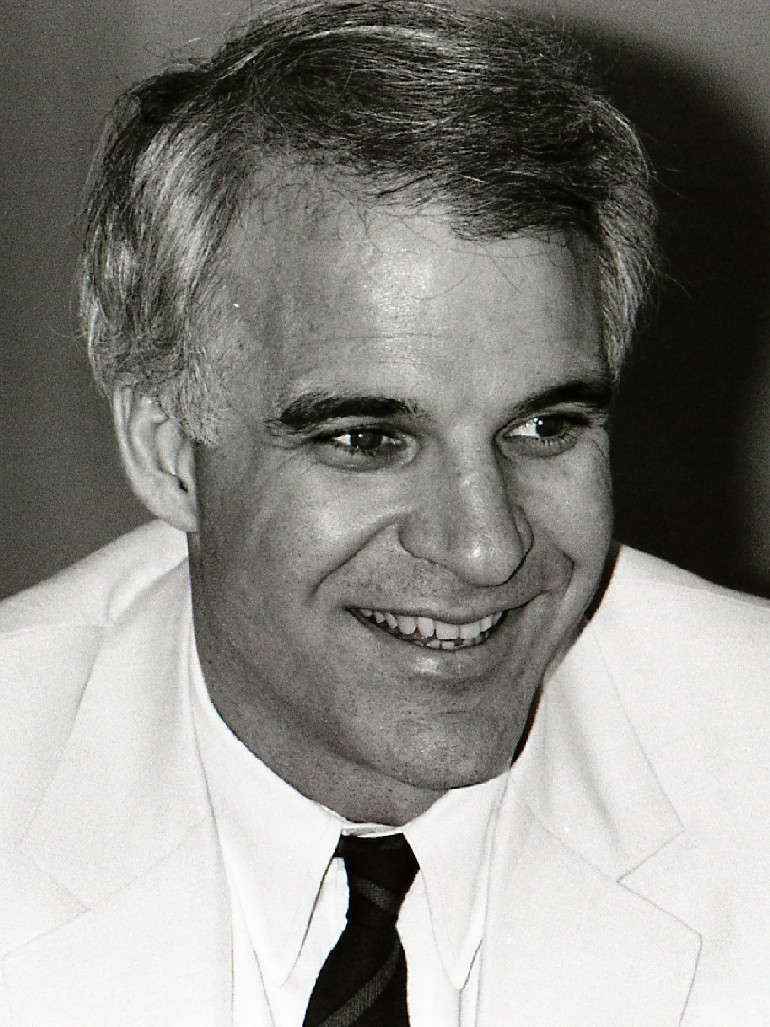
Martin en 1982

A fines de la década de 1970, Martin había adquirido el tipo de seguidores normalmente reservados para las estrellas de rock, con sus apariciones en giras que típicamente se presentaban en arenas agotadas llenas de decenas de miles de fanáticos que gritaban. Pero desconocido para su audiencia, la comedia de pie era "solo un accidente" para él; su verdadero objetivo era meterse en el cine.
Martin tuvo un pequeño papel en la película de 1972 Another Nice Mess. Su primera aparición sustancial en una película fue en un corto titulado The Absent-Minded Waiter (1977). La película, de siete minutos, también protagonizada por Buck Henry y Teri Garr, fue escrita y protagonizada por Martin. La película fue nominada a un Premio de la Academia como Mejor cortometraje, Acción en vivo. Hizo su primera aparición cinematográfica sustancial en el musical Sgt. Lonely Hearts Club Band de Pepper's, donde cantó "El Martillo de Plata de Maxwell de los Beatles". En 1979, Martin protagonizó la película de comedia The Jerk, dirigida por Carl Reiner, y escrita por Martin, Michael Elias y Carl Gottlieb. La película fue un gran éxito, recaudando más de 100 millones de dólares en un presupuesto de aproximadamente 4 millones de dólares.
Stanley Kubrick se reunió con él para discutir la posibilidad de que Martin protagonizase una versión de la comedia de Traumnovelle (Kubrick más tarde cambió su enfoque del material, cuyo resultado fue Eyes Wide Shut, de 1999). Martin fue productor ejecutivo de Domestic Life, una serie de televisión en horario estelar protagonizada por su amigo Martin Mull, y una serie nocturna llamada Twilight Theatre. Le animó a Martin probar su primera película seria, Pennies from Heaven, basada en la serie de la BBC de 1978 de Dennis Potter. Estaba ansioso por actuar en la película debido a su deseo de evitar ser encasillado. Para prepararse para esa película, Martin tomó lecciones de actuación del director Herbert Ross y pasó meses aprendiendo a bailar claqué. La película fue un fracaso financiero. El comentario de Martin en ese momento fue: "No sé a quién culpar, aparte de que soy yo y no una comedia".
Martin estuvo en otras tres comedias dirigidas por Reiner después de The Jerk: Dead Men Don't Wear Plaid, en 1982; The Man with Two Brains, en 1983, y All of Me, en 1984, su actuación más aclamada por la crítica hasta ese momento. En 1986, Martin se unió a sus compañeros veteranos de Saturday Night Live, Martin Short y Chevy Chase, en ¡Los tres amigos!, dirigida por John Landis, y escrita por Martin, Lorne Michaels y el cantautor Randy Newman. Originalmente, se titulaba Los tres caballeros, y Martin se uniría a Dan Aykroyd y John Belushi.  En 1986, Martin participó en la película de la versión musical de la exitosa obra off-Broadway Little Shop of Horrors (basada en la famosa película The Little Shop of Horrors), de Roger Corman, interpretando al dentista sádico Orin Scrivello. La película fue la primera de las tres que unen a Martin con Rick Moranis. En 1987, Martin se unió al comediante John Candy en la película Aviones, trenes y automóviles, de John Hughes. Ese mismo año, Roxanne, la adaptación cinematográfica de Cyrano de Bergerac, que Martin coescribió, le ganó un Premio del Sindicato de Escritores de América. También obtuvo el reconocimiento de Hollywood y del público de que era más que un comediante. En 1988, actuó en la película de Frank Oz Dirty Rotten Scoundrels, un remake de Bedtime Story, junto con Michael Caine.  También en 1988, apareció en el teatro Mitzi E. Newhouse, en el Lincoln Center, en un renacimiento de Waiting for Godot, dirigido por Mike Nichols. En esta obra, Martin interpretó a Vladimir, y actuó junto con Robin Williams, como Estragon, y Bill Irwin, como Lucky. 
Martin protagonizó la película de Ron Howard Parenthood, con Rick Moranis, en 1989. Más tarde se volvió a unir a Moranis en la comedia de la mafia My Blue Heaven (1990). En 1991, Martin protagonizó y escribió LA Story, una comedia romántica, en la que la protagonista femenina fue interpretada por su entonces esposa, Victoria Tennant. Martin también apareció en Gran Canyon (El alma de la ciudad), de Lawrence Kasdan, en la que interpretó a Davis, un productor de cine de Hollywood que se estaba recuperando de un traumático robo que lo dejó herido, que era un papel más serio para él. Martin también protagonizó un remake de la comedia El padre de la novia en 1991 (seguida de una secuela en 1995), y la comedia Esposa por sorpresa, de 1992, con Goldie Hawn y Dana Delany. En 1994, protagonizó A Simple Twist of Fate, una adaptación cinematográfica de Silas Marner. 
En el thriller de 1997 de David Mamet, The Spanish Prisoner, Martin interpretó un papel más oscuro como un rico que tiene un interés sospechoso en el trabajo de un joven empresario (Campbell Scott). Luego pasó a protagonizar, junto con Eddie Murphy, la comedia Bowfinger, de 1999, que también escribió Martin. 
En 1998, Martin fue estrella invitada, con U2, en el episodio número 200 de Los Simpson, titulado "Trash of the Titans", brindando la voz para el comisionado de saneamiento Ray Patterson. En 1999, Martin y Hawn protagonizaron una nueva versión de la comedia de 1970 de Neil Simon, The Out-of-Towners. Para 2003, Martin ocupó el cuarto lugar en la lista de estrellas de la taquilla, después de protagonizar Bringing Down The House y Cheaper by the Dozen, cada una de las cuales ganó más de 130 millones de dólares en cines de Estados Unidos. Ese mismo año, también interpretó al villano Sr. Presidente en la mezcla de animación y acción en vivo, Looney Tunes: Back in Action. 
En 2005, Martin escribió y protagonizó Shopgirl, basada en su propia novela (2000), y protagonizó Cheaper by the Dozen 2. En 2006, protagonizó el éxito de taquilla La Pantera Rosa, como el torpe inspector Clouseau. Repitió el papel en 2009 en La Pantera Rosa 2. Cuando se combinaron, las dos películas recaudaron más de 230 millones de dólares en taquilla. En Baby Mama (2008), Martin interpretó al fundador de una compañía de alimentos saludables, y en It's Complicated (2009), actuó junto con Meryl Streep y Alec Baldwin. En 2009, un artículo en The Guardian mencionó a Martin como uno de los mejores actores que nunca han recibido una nominación al Óscar. En 2011, apareció con Jack Black, Owen Wilson y JoBeth Williams en la comedia de aves The Big Year. Después de una pausa de tres años, Martin regresó en 2015, cuando puso la voz a un personaje de la película animada Home. En 2016, desempeñó un papel de apoyo en el drama de guerra Billy Lynn's Long Halftime Walk.

### Literatura

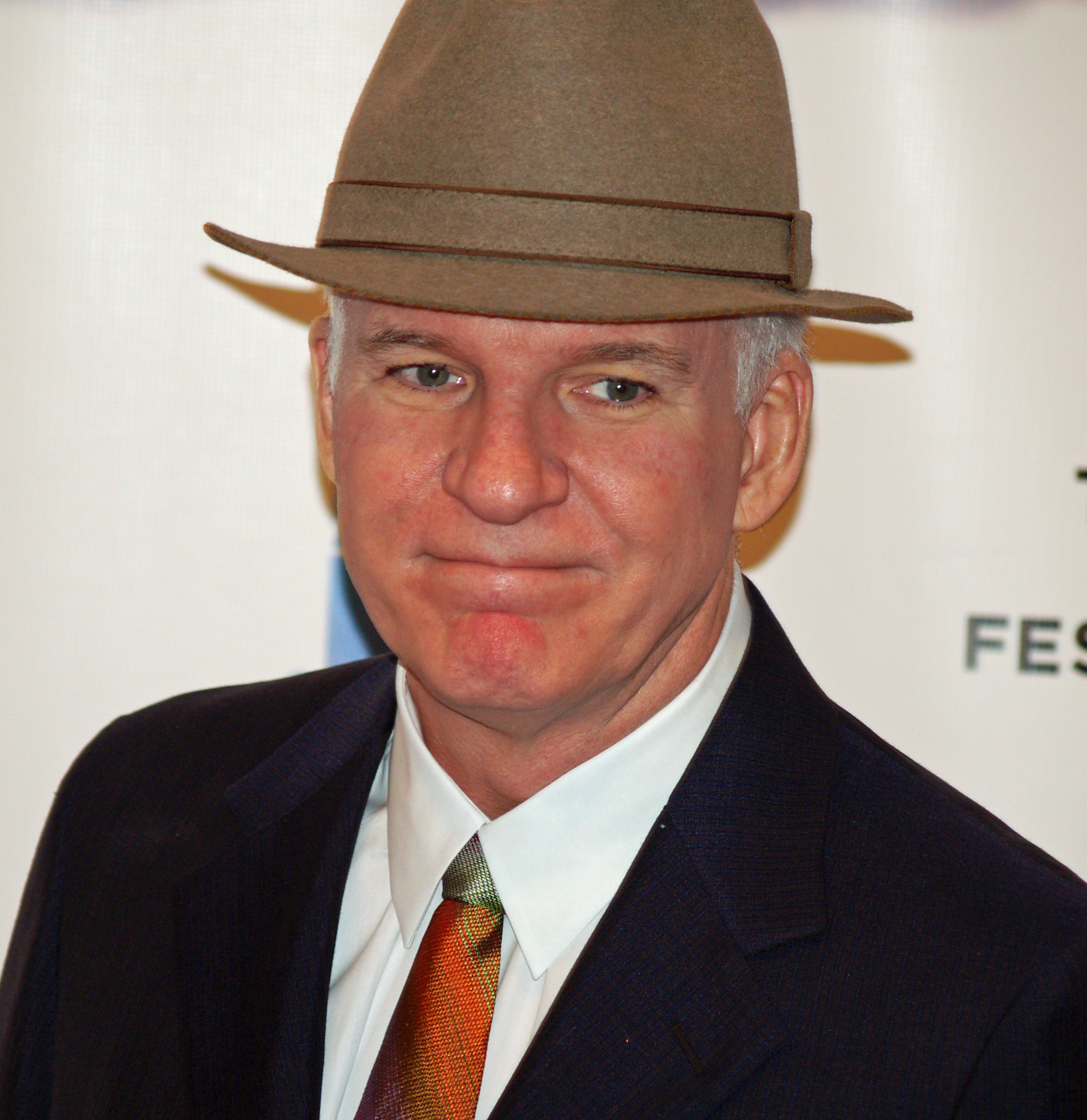
Martin en el Festival de Cine de Tribeca, en 2008

En 1993, Martin escribió su primera obra de teatro, Picasso en el Lapin Agile. La primera lectura de la obra tuvo lugar en Beverly Hills, California, en la casa de Steve Martin, con Tom Hanks leyendo el papel de Pablo Picasso y Chris Sarandon el de Albert Einstein. Después de esto, la obra se abrió en la Compañía de Teatro Steppenwolf en Chicago, Illinois, y se representó desde octubre de 1993 hasta mayo de 1994, y luego se desarrolló con éxito en Los Ángeles, la ciudad de Nueva York y otras ciudades de los Estados Unidos.  En 2009, el consejo escolar de La Grande, Oregón se negó a permitir que la obra se realizara después de que varios padres se quejaran del contenido. En una carta abierta en el periódico local Observer, Martin escribió: 

He oído que algunos miembros de su comunidad han caracterizado la obra como 'personas que beben en bares y tratan a las mujeres como objetos sexuales'. Con mis disculpas a William Shakespeare, esto es como llamar a Hamlet una obra de teatro sobre un castillo [...] Financiaré una producción fuera del bachillerato sin fines de lucro para [...] que individuos, fuera de la jurisdicción de la junta escolar, pero dentro de las garantías de libertad de expresión proporcionadas por la Constitución de los Estados Unidos, puedan determinar si ellos verán o no verán la obra.

A lo largo de la década de 1990, Martin escribió varias piezas para The New Yorker. En 2002, adaptó la obra de Carl Sternheim The Underpants, que corrió off-Broadway en Classic Stage Company, y en 2008 coescribió y produjo Traitor, protagonizada por Don Cheadle. También ha escrito las novelas Shopgirl (2000) y The Pleasure of My Company (2003), ambas con un tono más irónico que estridente. Una historia de una mujer de 28 años detrás del mostrador de guantes en la tienda por departamentos Saks Fifth Avenue en Beverly Hills, Shopgirl se convirtió en una película protagonizada por Martin y Claire Danes.  La película se estrenó en el Festival Internacional de Cine de Toronto en septiembre de 2005 y se presentó en el Festival Internacional de Cine de Chicago y en el Festival de Cine de Austin antes de su estreno limitado en los Estados Unidos. En 2007, publicó una memoria, Born Standing Up, que la revista Time nombró como uno de los 10 mejores libros de no ficción de 2007, la clasificó en el No. 6 y la elogió como "una memoria divertida, conmovedora y sorprendentemente franca".  En 2010, publicó la novela Un objeto de la belleza.
La obra de Martin Meteor Shower se inauguró en el Old Globe Theatre de San Diego en agosto de 2016, y se trasladó al Long Wharf Theatre de Connecticut más tarde ese mismo año.  La obra comenzó en Broadway en el Teatro Booth el 29 de noviembre de 2017. El reparto cuenta con Amy Schumer, Laura Benanti, Jeremy Shamos y Keegan-Michael Key, con la dirección de Jerry Zaks.
Martin escribió la historia para la película Magic Camp, de Disney, que se estrenará en 2019.

### Galas
Martin fue el anfitrión de los Premios de la Academia en solitario en 2001 y 2003, y con Alec Baldwin en 2010.  En 2005, Martin fue uno de los anfitriones de Disneyland: los primeros 50 años mágicos, en el aniversario del parque. Disney continuó ejecutando el espectáculo hasta marzo de 2009, que ahora juega en el lobby de Great Moments con el Sr. Lincoln.

### Música
Martin recogió el banjo por primera vez cuando tenía alrededor de 17 años. Martin ha declarado en varias entrevistas y en sus memorias, Born Standing Up, que solía tomar discos de bluegrass de 33 rpm y reducirlos a 16 rpm y afinar su banjo, por lo que las notas sonarían igual. Martin fue capaz de elegir cada nota y perfeccionar su interpretación. 
Martin aprendió a tocar el banjo con la ayuda de John McEuen, quien más tarde se unió a la Nitty Gritty Dirt Band. El hermano de McEuen más tarde dirigió a Martin, así como a Nitty Gritty Dirt Band. Martin hizo su apertura de rutina para la banda a principios de los años setenta.  Tuvo a la banda tocando en su exitosa canción "King Tut", siendo acreditada como "The Toot Uncommons" (como en Tutankamon). 

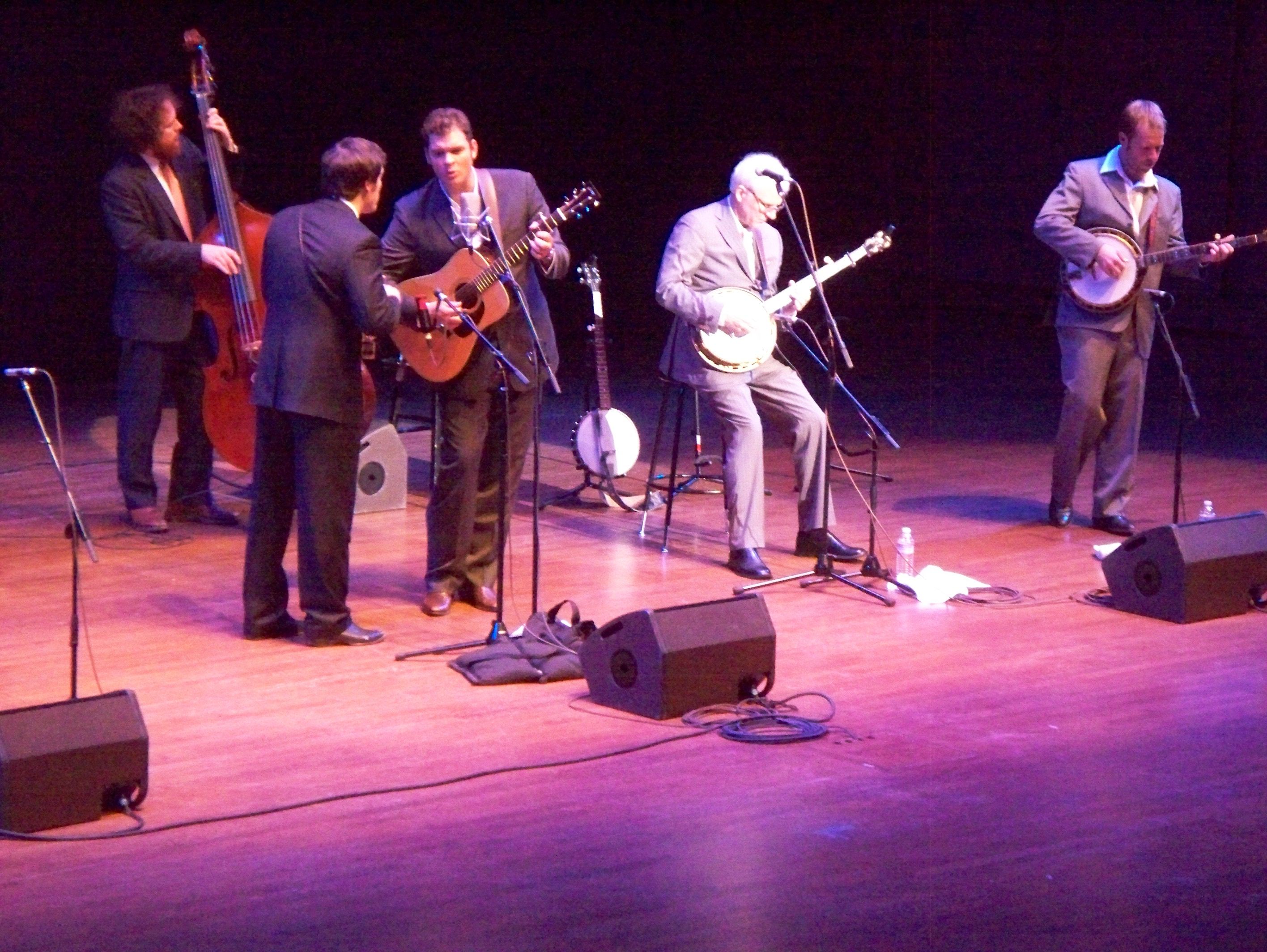
Martin tocando con los Steep Canyon Rangers en Seattle en noviembre de 2009

El banjo fue un elemento básico de la carrera de Martin en la década de 1970, y se burlaba periódicamente de su amor por el instrumento. En la Comedy is Not pretty! En el álbum, incluyó un atasco totalmente instrumental, titulado "Drop Thumb Medley", y tocó la canción en su gira de conciertos de 1979.  Su último álbum de comedia, The Steve Martin Brothers (1981), presentaba un lado del material típico de Martin, y el otro lado presentaba actuaciones en vivo de Steve tocando banjo con una banda de bluegrass. 
En 2001, tocó el banjo en el remake de "Foggy Mountain Breakdown", de Earl Scruggs. La grabación fue la ganadora de la categoría de Mejor interpretación instrumental del país en los Premios Grammy de 2002. En 2008, Martin apareció con la banda, In the Minds of the Living, durante un espectáculo en Myrtle Beach, Carolina del Sur.
En 2009, Martin lanzó su primer álbum de música, The Crow: New Songs for the 5-String Banjo, con apariciones de estrellas como Dolly Parton.  El álbum ganó el premio Grammy al mejor álbum de Bluegrass en 2010.  El miembro de Nitty Gritty Dirt Band John McEuen produjo el álbum. 

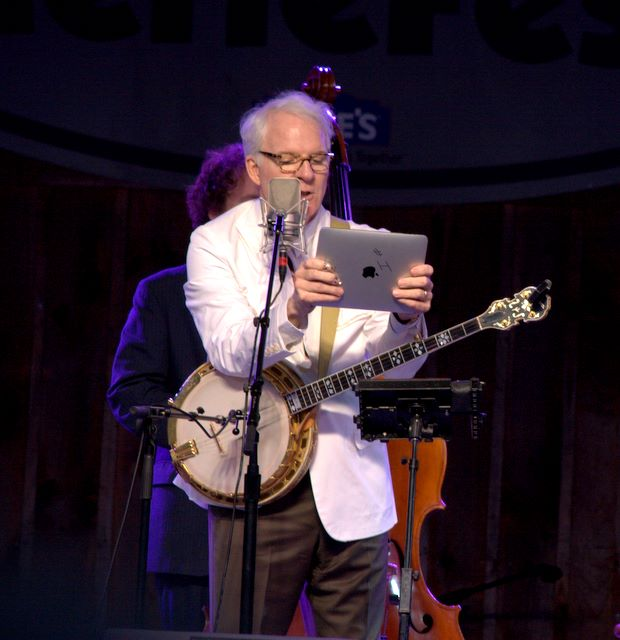
Steve Martin en MerleFest en 2010

Martin hizo su primera aparición en The Grand Ole Opry el 30 de mayo de 2009.  En la octava final de la temporada de American Idol, actuó junto con Michael Sarver y Megan Joy en la canción "Pretty Flowers". En junio, Martin tocó el banjo junto con los Steep Canyon Rangers en A Prairie Home Companion y comenzó una gira de dos meses por los Estados Unidos con los Rangers en septiembre, incluyendo presentaciones en el festival Hardly Strictly Bluegrass, Carnegie Hall y Benaroya Hall, en Seattle.  En noviembre, pasaron a tocar en el Royal Festival Hall de Londres con el apoyo de Mary Black.  En 2010, Steve Martin y los Steep Canyon Rangers aparecieron en el New Orleans Jazzfest, Merlefest Bluegrass Festival en Wilkesboro, Carolina del Norte, en Bonnaroo Music Festival, en el ROMP Bluegrass Festival en Owensboro, Kentucky, en el Red Butte Garden Concert. Series y en la BBC's Later... with Jools Holland.  Martin realizó "Jubilation Day" con los Steep Canyon Rangers en The Colbert Report el 21 de marzo de 2011, en Conan el 3 de mayo de 2011 y en The One Show de la BBC el 6 de julio de 2011.  Martin interpretó una canción que escribió llamada "Me and Paul Revere" además de otras dos canciones en el jardín del edificio del Capitolio en Washington D. C., en la "Cuarta Celebración del Capitolio", el 4 de julio de 2011. En 2011, Martin también narró y apareció en el documental de PBS "Dame el banjo", que narra la historia del banjo en Estados Unidos.
Love Has Come for You, un álbum de colaboración con Edie Brickell, se lanzó en abril de 2013.  Los dos hicieron apariciones musicales en programas de entrevistas, como The View y Late Show con David Letterman, para promocionar el álbum.  La canción del título ganó el premio Grammy a la mejor canción de American Roots.  A partir de mayo de 2013, realiza una gira con Steep Canyon Rangers y Edie Brickell en todo Estados Unidos.  En 2015, Brickell y Martin lanzaron So Familiar como la segunda entrega de su asociación. Inspirado por El amor ha venido para ti, Martin y Brickell colaboraron en su primer musical, <i id="mwAdw">Bright Star</i>. Se establece en las montañas Blue Ridge de Carolina del Norte en 1945–46, con flashbacks a 1923. El musical debutó en Broadway el 24 de marzo de 2016.
En 2017, Martin y Brickell aparecieron en la película documental The American Epic Sessions, dirigida por Bernard MacMahon. Al grabar en vivo directamente en el disco en el primer sistema de grabación de sonido eléctrico de la década de 1920, interpretaron una versión de "The Coo Coo Bird", una canción tradicional que Martin aprendió del grupo de música folclórica de los años 60 The Holy Modal Rounders.  La canción apareció en la banda sonora de la película Música de The American Epic Sessions, publicada el 9 de junio de 2017.

#### Premio Steve Martin a la Excelencia en Banjo y Bluegrass
En 2010, Martin creó el Premio Steve Martin a la Excelencia en Banjo y Bluegrass, un premio establecido para recompensar el arte y brindar mayor visibilidad a los artistas de bluegrass.  El galardón incluye un premio en efectivo de 50 000 dólares, una escultura de bronce creada por el artista Eric Fischl y la oportunidad de actuar con Martin en Late Show con David Letterman. Los destinatarios incluyen a Noam Pikelny, de la banda Punch Brothers (2010); Sammy Shelor, de Lonesome River Band (2011); Mark Johnson (2012), Jens Kruger (2013), Eddie Adcock (2014), Danny Barnes (2015), Rhiannon Giddens (2016) y Scott Vestal (2017).

## Vida personal
A finales de los años 70 y principios de los 80, Martin estaba en una relación con la actriz, cantante y bailarina Bernadette Peters; ellos coprotagonizaron dos películas, The Jerk y Pennies from Heaven, durante ese tiempo. 
Martin se casó con la actriz británica Victoria Tennant el 20 de noviembre de 1986; se divorciaron en 1994.  El 28 de julio de 2007, después de tres años juntos, Martin se casó con Anne Stringfield, escritora y exempleada de la revista The New Yorker, natural de Pensacola (Florida), donde nació en 1972. El exsenador de Nebraska Bob Kerrey presidió la ceremonia en la casa de Martin en Los Ángeles. Lorne Michaels, creador de Saturday Night Live, fue el padrino. Varios de los invitados, incluidos los amigos cercanos Tom Hanks, Eugene Levy, el comediante Carl Reiner y el mago y actor Ricky Jay, no fueron informados de que se llevaría a cabo una ceremonia de boda. En cambio, les dijeron que los habían invitado a una fiesta y que estaban sorprendidos por las nupcias.  En diciembre de 2012, Martin se convirtió en padre por primera vez cuando Stringfield dio a luz a una hija, Mary Martin. 
Martin ha sido un ávido coleccionista de arte desde 1968, cuando compró una impresión del artista Ed Ruscha, de Los Ángeles. En 2001, la Galería de Bellas Artes Bellagio presentó una exhibición de cinco meses de 28 artículos de la colección de Martin, que incluye obras de Roy Lichtenstein, Pablo Picasso, David Hockney y Edward Hopper, entre otros.  En 2006, vendió el cuadro de Hopper Hotel Window (1955) en Sotheby's por 26,8 millones de dólares.  En 2015, trabajando con otros dos curadores, organizó un espectáculo, "La idea del norte: las pinturas de Lawren Harris", para presentar a los estadounidenses al pintor canadiense y al cofundador del Grupo de los Siete Lawren Harris.
Los investigadores de la oficina de policía criminal de Berlín (LKA) piensan que Martin fue víctima del falsificador de arte alemán Wolfgang Beltracchi. En julio de 2004, Martin compró lo que él creía que era un trabajo de 1915 del pintor alemán-holandés Heinrich Campendonk, Landschaft mit Pferden (Paisaje con caballos), de una galería de París por lo que debería haber sido un precio de ganga de alrededor de 700 000 € (aproximadamente, 850 000 $ del momento). Antes de la compra, un experto autenticó el trabajo e identificó la firma del pintor en una etiqueta pegada en la parte posterior. Quince meses después, la pintura se vendió en una subasta a una empresaria suiza por 500 000 €, una pérdida de 200 000 €. La policía cree que el falso Campendonk se originó a partir de una colección de arte inventada por un grupo de estafadores alemanes capturados en 2010. Las pinturas hábilmente forjadas de este grupo fueron vendidas a galerías francesas como la que Martin compró la falsificación.
Martin ha tenido tinnitus (zumbido en los oídos) desde que filmó una escena de tiro con pistola para la película Three Amigos en 1986. Se le ha citado diciendo: "Simplemente te acostumbras o te vuelves loco".

## Filmografía
| Año  | Película                              |
| ---- | ------------------------------------- |
| 1978 | Sgt. Pepper's Lonely Hearts Club Band |
| 1979 | The Muppet Movie                      |
| 1979 | The Jerk                              |
| 1981 | Pennies from Heaven                   |
| 1982 | Dead Men Don't Wear Plaid             |
| 1983 | The Man with Two Brains               |
| 1984 | The Lonely Guy                        |
| 1984 | Hay una chica en mi cuerpo            |
| 1986 | ¡Tres Amigos!                         |
| 1986 | Little Shop of Horrors                |
| 1987 | Roxanne                               |
| 1987 | Planes, Trains and Automobiles        |
| 1988 | Dirty Rotten Scoundrels               |
| 1989 | Parenthood                            |
| 1990 | My Blue Heaven                        |
| 1991 | L. A. story                           |
| 1991 | El padre de la novia                  |
| 1991 | Grand Canyon                          |
| 1992 | Housesitter                           |
| 1992 | Leap of Faith                         |
| 1993 | And the Band Played On                |
| 1994 | A Simple Twist of Fate                |
| 1994 | Mixed Nuts                            |
| 1995 | Father of the Bride Part II           |
| 1996 | Sgt. Bilko                            |
| 1997 | The Spanish Prisoner                  |
| 1998 | El príncipe de Egipto (voz)           |
| 1999 | The out-of-towners                    |
| 1999 | Bowfinger                             |
| 1999 | Fantasia 2000                         |
| 2000 | Joe Gould's Secret                    |
| 2001 | Novocaine                             |
| 2003 | Bringing Down the House               |
| 2003 | Looney Tunes: Back in Action          |
| 2003 | Cheaper by the Dozen                  |
| 2005 | Shopgirl                              |
| 2005 | Cheaper by the Dozen 2                |
| 2006 | La pantera rosa                       |
| 2008 | Baby Mama                             |
| 2009 | La pantera rosa 2                     |
| 2009 | It's Complicated                      |
| 2011 | The Big Year                          |
| 2015 | Home (voz)                            |

## Discografía

### Los álbumes
| Álbum                                                           | Año  | Posiciones del gráfico de picos | Posiciones del gráfico de picos | Certificaciones      |
| Álbum                                                           | Año  | Cartelera 200                   | US Bluegrass                    | Certificaciones      |
| --------------------------------------------------------------- | ---- | ------------------------------- | ------------------------------- | -------------------- |
| Vamos a ser pequeños                                            | 1977 | 10                              | -                               | - EE UU: platino     |
| Un chico salvaje y loco                                         | 1978 | 2                               | -                               | - EE UU: 2 × Platino |
| Sargento Banda del club Lonely Hearts de Pepper banda sonora    | 1978 | 5                               | -                               | - EE UU: platino     |
| ¡La comedia no es bonita!                                       | 1979 | 25                              | -                               | - EE UU: oro         |
| Los hermanos Steve Martin                                       | 1981 | 135                             | -                               |                      |
| Little Shop of Horrors banda sonora                             | 1986 | -                               | -                               |                      |
| El cuervo: nuevas canciones para el banjo de 5 cuerdas          | 2009 | 93                              | 1                               |                      |
| Alerta de aves raras (con los guardabosques de cañón escarpado) | 2011 | 43                              | 1                               |                      |
| El amor ha venido para ti (con Edie Brickell)                   | 2013 | 21                              | 1                               |                      |
| En vivo (con Steep Canyon Rangers con Edie Brickell)            | 2014 | -                               | 1                               |                      |
| Tan familiar (con Edie Brickell)                                | 2015 | 126                             | 1                               |                      |
| El álbum tan esperado (con Steep Canyon Rangers)                | 2017 | 189                             | 1                               |                      |
| "-" denota un título que no figura en el gráfico.               |      |                                 |                                 |                      |

### Sencillos
| Título                                                                      | Año  | Posiciones del gráfico de picos NOSOTROS |
| --------------------------------------------------------------------------- | ---- | ---------------------------------------- |
| "La canción de la abuela"                                                   | 1977 | 72                                       |
| "Rey Tut"                                                                   | 1978 | 17                                       |
| "Zapatos crueles"                                                           | 1979 | 91                                       |
| "Pretty Little One" (Steve Martin y Steep Canyon Rangers con Edie Brickell) | 2014 | -                                        |

### Videos musicales
| Vídeo                            | Año  | Director         |
| -------------------------------- | ---- | ---------------- |
| "Día de la Jubilación"           | 2011 | Ryan Reichenfeld |
| "Pretty Little One"              | 2014 | David Horn       |
| "No volveré" (con Edie Brickell) | 2015 | Matt Robertson   |

### Shows de Stand-up
- Steve Martin-Live! (1986, VHS)
- Saturday Night Live: lo mejor de Steve Martin (1998, DVD y VHS)
- Steve Martin: The Television Stuff (2012, DVD; incluye contenido de Steve Martin-Live!, así como sus especiales de NBC y otras apariciones en televisión)

## Obras escritas
- The Jerk (1979) (guion escrito con Carl Gottlieb)
- Zapatos crueles (1979) (ensayos)
- Picasso en el Lapin Agile y otras jugadas: Picasso en el Lapin Agile, la mujer en zig-zag, Patter para la dama flotante, WASP (1993) (Play)
- LA Story y Roxanne: Dos guiones (publicados juntos en 1987) (guiones)
- Pure Drivel (1998) (ensayos)
- Bowfinger (1999) (guion)
- Eric Fischl: 1970–2000 (2000) (epílogo)
- Modern Library Humor and Wit Series (2000) (editor de introducción y series)
- Shopgirl (2000) (novela)
- Cuidadosamente prestó a su dueño: la colección privada de Steve Martin (2001) (arte)
- The Underpants: A Play (2002) (play)
- El placer de mi compañía (2003) (novela)
- Shopgirl (2005) (guion)
- El alfabeto de la A a la Y con la letra de bonificación Z (2007) (libros infantiles ilustrados por Roz Chast)
- Born Standing Up (2007) (memoria)
- Un objeto de belleza (2010) (novela)
- Late For School (2010) (libro infantil)
- Los Diez, Hagan Eso Nueve, Hábitos de Personas muy Organizadas.  Make That Ten.: los tweets de Steve Martin (21 de febrero de 2012) (colección)
- Bright Star (2014) (musical)
- Meteor Shower (2016) (jugar)
- Steve Martin y Martin Short: una noche que olvidará por el resto de su vida (2018) (coescrito con Martin Short)